# Mission: Impossible
A Mission: Impossible (magyarul: „Lehetetlen küldetés”), rövidítve M:I amerikai kémkedésről szóló televíziós- és filmsorozat.
Eredetileg egy akció-tévéfilmsorozat, amely nagy népszerűségre tett szert. A sorozat ötletgazdája Bruce Geller. Később még egy sorozat, majd nyolc mozifilm folytatta a sorozat által megkezdett kémügyeket. A filmek után könyvek és számítógépes játékok is foglalkoztak a M:I-lal.
A történetek lényege, hogy különleges titkos ügynökök egy csoportja titkos akciókat hajt végre különböző nagy formátumú nemzetközi bűnözők, terroristák, fegyverkereskedők, egyéb szabad világot veszélyeztető agresszorok ellen, azok elfogására vagy ártalmatlanítására. Az ügynökök az Impossible Mission Force (IMF) nevű nem hivatalos CIA-szerv alá tartoznak.

## A cselekmények menete
A történetek elején a csoportvezető – leggyakrabban Jim Phelps – valamely nyilvános helyen kap egy magnószalagot, később disc-et vagy más adathordozót, amit egy hétköznapi embernek tűnő közvetítőtől kap meg, egy ártalmatlannak tűnő rövid csevegés után, amivel igazolja, hogy ő a "címzett". Ezután egymaga végighallgatja az információkat az aktuális feladatról. Az üzenetben mindig szerepel, hogy „Ha neked vagy társaidnak baja esik a szervezet tagadni fogja, hogy bármit tudna az ügyről!”, valamint, hogy „Ez a szalag öt másodpercen belül megsemmisíti önmagát!”, ezután az füst kíséretében elég. A vezető ezután vázolja a csoport tagjainak a megbízás körülményeit, és kidolgozzák, hogy kinek mi lesz a feladata. Rendszerint mindenki beépül valahova az ellenség szervezetén belül, kifigyelik amit tudniuk kell, és a megfelelő speciális eszközök, kellékek segítségével a megfelelő helyen és időben úgy alakítják az eseményeket, hogy végül a célszemélyt megtévesszék, lebuktassák, ártalmatlanítsák, esetleg el is rabolják. A feladat végeztével a csoport aztán felszívódik.
A főcímben mindig meggyújtanak egy kanócot, miközben az végigég Lalo Schifrin közismert főcímzenéje szól.
A történetek alapjául leginkább az 1964-es Topkapi című kalandfilm szolgált, amiben egy csapat mestertolvaj a Topkapı palotából akar egy értékes tőrt megszerezni, amihez egy összetett tervet dolgoznak ki. Geller ezt a dramaturgiát használta fel, csak a tolvajokat kormányzati ügynökökre cserélte. 

## Sorozatok

### Az eredeti sorozat
Az eredeti sorozat 1966 és 1973 között futott, összesen 171 epizóddal. Ezt a sorozatot Magyarországon még soha nem sugározták. Itt mutatkozott be Peter Graves, aki a csoportvezető Jim Phelps-et alakította. A hosszú idő alatt a karakter összeforrt Gravesszel. Az eredeti vezető Dan Briggs volt, akit Steven Hill alakított az első 28 epizódban, aztán Graves vette át a helyét. A csoport tagjai az első évadban: Cinnamon Carter (Barbara Bain), modell és színésznő, Barnard "Barney" Collier (Greg Morris), műszaki szakértő, Willy Armitage (Peter Lupus), súlyemelő bajnok, és Rollin Hand (Martin Landau), színész, bűvész, a különféle álcázások szakértője.
A sorozatban csak Lupus és Morris volt végig jelen, a többi színész időnként cserélődött a karakterrel együtt, például Landau helyére Leonard Nimoy érkezett később, mint Paris, aki szintén az álcázás mestere volt.

### Az újabb sorozat
1988-ban, tizenöt évvel az eredeti sorozat vége után úgy döntöttek, hogy folytatják a sorozatot. Ezt a sorozatot már Magyarországon is bemutatták Szupercsoport névvel, így ekkor ismerte meg a hazai közönség is a kalandos életű ügynököket. Később M:I - Az akciócsoport címmel is futott. A sorozat anélkül is élvezhető volt, hogy a nézők bármit is tudtak volna az első sorozatról, de külföldön a sorozat nem volt túlságosan sikeres, 1990-ben 35 epizód után véget is ért. Költségcsökkentési okokból ezt a sorozatot főleg Ausztráliában készítették. Graves megmaradt Phelps karakterében, az új csapatban pedig felbukkant a régi csapat egy tagjának, Barney Colliernek a fia, Grant Collier (Phil Morris) is, aki az apjához hasonlóan a műszaki eszközök szakértője. Érdekesség, hogy apa és fia a valóságban is az volt, Phil Morris Greg Morris fia. Rajtuk kívül ott volt még Nicholas Black (Thaao Penghlis), az álcázás mestere, Max Harte (Antony Hamilton), az "erős ember", valamint Casey Randall (Terry Markwell), a csapat hölgytagja. Őt később Shannon Reed (Jane Badler) váltotta.
A sorozatban az első sorozat több korábbi szereplője is vendégszerepelt, mint például Greg Morris, aki ekkor is Barney Colliert alakította.

## Mozifilmek
Már az eredeti sorozat vége után is gondolkodtak azon, hogy a mozikban folytassák az ügynökkalandokat, de az anyagi és egyéb körülmények sosem kedveztek a projekteknek. Aztán Tom Cruise, aki állítólag lelkes rajongója volt a sorozatnak megvette a Paramount Picturestől a jogokat, hogy saját cége segítségével megvalósítsa a filmváltozatot, és ő játssza a főszerepet. A film elkészülte után annak későbbi folytatásaiban is ő szerepelt, mint Ethan Hunt ügynök. A filmek jól teljesítettek a kasszáknál, minőségileg azonban már hullámzó volt a színvonal, a sorozatok népszerűségét sosem érték el. A mozifilmekben Cruise-on kívül csak Ving Rhames szerepel mind a hat részben, mint Luther Stickell, de a harmadik résztől újabb visszatérő szereplők is megjelentek. A filmek a sorozatok csoportcentrikusságával szemben egy főhős előtérbe helyezéséről szólnak, ezért azzal is megvádolták Cruise-t, hogy igazából saját maga öntömjénezésére használja a franchise-t.

### Mission: Impossible
Az első mozifilmet 1996-ban mutatták be, Brian De Palma rendezésében. A film közepes alkotásnak bizonyult, sokaknak nem tetszett az újfajta történetvezetés, ahogy az sem, hogy Jim Phelpsből árulót csináltak. Maga Graves is tett sértett hangú nyilatkozatot emiatt. Bevétel tekintetében azonban jól profitált.
A filmben szintén feltűnik Jim Phelps, de itt Jon Voight alakítja és látszólag minden úgy kezdődik mint máskor: Jim meghallgatja a szalagot, majd közli a csapatával, aminek a tényleges főszereplő, Hunt ügynök (Cruise) is a tagja, hogy mi a teendő. Ezúttal egy orosz férfit kell elkapni, aki egy listát akar eladni, rajta különböző titkos ügynökök adataival. A csapat akcióba lép, de mire Hunt észbe kap minden ügynöktársa meghal, neki viszont sikerül megmenekülni. Hamar rá kell azonban jönnie, hogy az akció célja valójában egy áruló leleplezése volt, és mivel ő maradt életben, a felettesei őt gyanúsítják. Ezek után egyedül maradva lendül ellentámadásba, de résen kell lennie, mert sokan nem azok akiknek mutatják magukat...

### Mission: Impossible II
A második mozifilm 2000-ben került mozikba, ezt John Woo rendezte. Az első rész konspiratív cselekménye után ez egy lineáris, egyszerű akciómozi lett. Ezzel együtt ez a film is közepesre vizsgázott, habár anyagilag ez is nagyon nyereséges volt.
A filmben egy orosz tudós segítséget kér Hunttól, hogy az általa készített új vírusnak, a Kimérának a biztonságos célba juttatásában segítsen. Egy repülőn találkoznak, a gépen azonban egy vakmerő akcióval a magát Huntnak kiadó Sean Ambrose exügynök (Dougray Scott) megöli a tudóst, és elrabolja a vírust. Hunt feladata ezután már "csak" annyi, hogy szerezze vissza azt az elrablójától. Az akció hamar Hunt és Ambrose személyes párbajává válik, főleg miután Ambrose volt szeretője, a profi tolvaj Nyah (Thandiwe Newton) Hunt mellett köt ki. Hunt főnökét ezúttal Anthony Hopkins alakította.

### Mission: Impossible III
A harmadik mozifilm 2006-ban lett bemutatva, a rendezői székbe ezúttal J. J. Abrams került, akinek amúgy ez volt az első filmrendezése is. A harmadik rész a második rész akcióvonulatát követi, de kicsit másképp. Bevétel szempontjából ez a rész is sikeresnek mondható, de bizonyos szempontból már-már önmaga paródiájává is vált.
Hunt visszavonult az IMF-től, eljegyezte barátnőjét, Juliát (Michelle Monaghan) is, aki semmit sem tud ügynökmúltjáról, ám egy régebbi ismerőse a szervezettől (Billy Crudup) felhívja a figyelmét, hogy korábbi pártfogoltja fogságba esett egy Owen Davian (Philip Seymour Hoffman) nevű nemzetközi fegyverkereskedő által. Hunt némi hezitálás után elindul kiszabadítani, de a védence meghal. Viszont küldött Huntnak postán egy mikrochipet, aminek segítségével kiderítik, hogy Davian legközelebb a Vatikánban lesz, ez jó alkalom az elrablására. Sikerül is elrabolni, később azonban a csatlósai kiszabadítják, és a bűnöző aztán menyasszonyát elrabolva annak életével zsarolja Huntot: ha nem szerez meg neki 48 órán belül egy bizonyos "Nyúlláb" nevű eszközt Sanghajból a lány meghal. Hunt így belevág, de meglepetések még ezután is érhetik, ráadásul a mostani IMF főnök (Laurence Fishburne) is nehezíti a dolgát...

### Mission: Impossible – Fantom protokoll
A negyedik film premierje 2011-ben volt, ami a Fantom protokoll alcímet viseli. A film rendezője Brad Bird, aki korábban csak rajzfilmeket rendezett. Ezt a részt is vegyesen fogadták, de többen dicsérték a film humoros beütéseit, ami ezúttal is jelentős anyagi hasznot hozott. A film érdekessége, hogy a nyitányban Budapest is szerepel.
Hunt a kaland elején egy orosz börtönben időzik, amikor társai kiszabadítják, hogy utána mindjárt a Kremlbe hatoljon be egy fontos információért, de hamar kiderül, hogy az akció egy átverés része, ami mögött az őrült atomfizikus, Kurt Hendricks (Michael Nyqvist) áll. Hendricks atombombát akar indítani, amitől atomháború törne ki, ehhez pedig az oroszok atomtölteteit használná, aminek az indítószerkezetét a Kremlből lopja el, bűnbaknak pedig Huntékat használja, főleg miután a nyomai eltüntetésére és a hatás fokozására a Kreml egy részét is felrobbantja. A robbantással mindenki az IMF-et gyanúsítja, amivel szemben életbe lép a „Fantom protokoll”, aminek értelmében a szervezetet felszámolják. A magára maradt Huntnak és csapatának ezután már csak egy feladata lehet: megtalálni Hendricks-et és megakadályozni pusztító tervét.

### Mission: Impossible – Titkos nemzet
Az ötödik filmet 2015-ben mutatták be Titkos nemzet alcímmel, melynek írója és rendezője is Christopher McQuarrie. Anyagilag ez a rész is nyereséges volt, és kiemelték, hogy Cruise mellett végre egy méltó társ is felbukkan egy ügynöknő személyében.
Hunt egy földalatti szervezet, a Szindikátus nyomában jár, de komolyan hátráltatja az a tény, hogy a CIA igazgatója (Alec Baldwin) indítványára az IMF-et feloszlatták, és ezzel együtt az a CIA-be olvadt, Hunt azonban egymaga is folytatja a nyomozást a szervezet után. Hónapokkal később úgy tűnik sikerül a szervezet vezérének nyomára bukkannia, amihez a kollégája, Benji Dunn (Simon Pegg) segítségét kéri: a bécsi operaházban kellene megtalálnia az emberét, de eközben merénylet történik az osztrák kancellár ellen, mely mögött szintén a Szindikátus áll, ami már számos más hasonló felfordulással járó akciót és merényletet hajtott végre szerte a világban. Hunt elárulja Benjinek, hogy a Szindikátus volt ügynökökből áll, akik kvázi antititkosszolgálatként működtetik a szervezetet. Hunték egyetlen esélye egy titokzatos nő, Ilsa Faust (Rebecca Ferguson), aki ismeri a szervezet vezérét, Solomon Lane-t (Sean Harris). A sarokba szorításához azonban számos lehetetlen küldetést kell végrehajtaniuk, miközben még mindig nem látják tisztán a teljes képet...

### Mission: Impossible – Utóhatás
A hatodik mozifilmet 2018-ban mutatták be, mely az Utóhatás alcímet kapta, ezt is Christopher McQuarrie írta és rendezte. A cselekmény szervesen kapcsolódik az előző részhez, számos korábbi karakter bukkan fel újra, akiknek tovább bonyolódik a története. A kritika alapvetően dicsérte, volt, aki az addigi legjobb M:I filmként értékelte, és ez volt Cruise addigi karrierjének legjövedelmezőbb filmje.
Az előző rész titkos szervezete, a Szindikátus nem szűnt meg a vezérük, Solomon Lane elfogása után, a hatóságok alól kicsúszó volt ügynökök Apostolok néven működnek tovább, akik atombombákat akarnak robbantani, melyhez egy John Lark fedőnevű terrorista segédkezik, akit viszont még senki sem látott. Három plutóniumgömbnek már lába kélt, amik a bombákhoz kellettek, miközben a terrorista azonosítása is problémákat okoz. Az előrelépéshez az őrizetben lévő Lane-t kellene cserealapnak felhasználni, az eltűnt plutónium miatt viszont a CIA is beszáll az ügybe August Walker ügynök (Henry Cavill) személyében, miközben Ilsa Faust is újra feltűnik, aki Lane-re pályázik. A szövevényes ügy tisztázása közben viszont mindenképpen meg kell akadályozni, hogy a bombák felrobbanjanak...

### Mission: Impossible – Leszámolás
A hetedik mozifilmet 2023-ban mutatták be, mely a Leszámolás – Első rész alcímet kapta, miután ez egy kétrészes történet, viszont a legutolsó tagot később levették. A következő rész bemutatója 2024-ben várható. Továbbra is Christopher McQuarrie az írója és a rendezője is. A film forgatását a Covid19-pandémia jelentősen hátráltatta, emiatt a bemutató is csúszott.
Ebben a részben a már jól ismert csapat, Ethan Hunt (Tom Cruise), Benjamin "Benji" Dunn (Simon Pegg), Luther Stickell (Ving Rhames), Ilsa Faust (Rebecca Ferguson), valamint az újonnan hozzájuk csatlakozó tolvaj, Grace (Hayley Atwell) egy olyan ellenséggel kerül szembe, akivel eddig még soha: egy csak "Entitásnak" nevezett mesterséges intellegenciával. Ahhoz, hogy megállítsák – már ha ez lehetséges –, meg kell szerezniük egy két darabból álló kulcsot, de ez egyáltalán nem lesz egyszerű, mert jóformán a világ összes országa a kulcsot keresi, hogy aztán ők irányíthassák az Entitást, ami mellesleg eközben szépen lassan magába olvaszt minden adatot a világhálóról, hogy egyre többet és többet tudjon. Ethannak az egész világgal kell szembeszállnia, ha teljesíteni akarja ezt a küldetést, eközben viszont az Entitás részéről egy gátlástalan figura, Gabriel (Esai Morales) tűnik fel Ethan múltjából, aki az Entitás révén látszólag mindig több lépéssel mások előtt jár.

## Produkciók

### Sorozatok
| Sorozat                  | Eredeti sugárzás | Epizódok |
| ------------------------ | ---------------- | -------- |
| Mission: Impossible (1.) | 1966–1973        | 171      |
| Mission: Impossible (2.) | 1988–1990        | 35       |

### Mozifilmek
| Film                                     | Bemutató           |
| ---------------------------------------- | ------------------ |
| Mission: Impossible                      | 1996. június 6.    |
| Mission: Impossible 2.                   | 2000. május 24.    |
| Mission: Impossible III                  | 2006. május 4.     |
| Mission: Impossible – Fantom protokoll   | 2011. december 13. |
| Mission: Impossible – Titkos nemzet      | 2015. július 23.   |
| Mission: Impossible – Utóhatás           | 2018. július 12.   |
| Mission: Impossible – Leszámolás         | 2023. július 13.   |
| Mission: Impossible – A végső leszámolás | 2025. május 22.    |